# Sentimento antipolonês
Polonofobia,  também conhecido como antipolonismo (polonês : Antypolonizm)  e sentimento antipolonês são termos para atitudes negativas, preconceitos e ações contra os poloneses como um grupo étnico, a Polônia como seu país, e sua cultura. Isso inclui preconceito étnico contra poloneses e descendentes de poloneses, outras formas de discriminação e maus-tratos aos poloneses e à diáspora polonesa. 
Esse preconceito levou a assassinatos em massa e genocídio ou foi usado para justificar atrocidades antes e durante a Segunda Guerra Mundial , principalmente pelos nazistas alemães e pelos nacionalistas ucranianos. Enquanto as repressões soviéticas e os massacres de cidadãos poloneses foram motivados ideologicamente, a atitude negativa das autoridades soviéticas para com a nação polonesa é bem atestada. 
A Alemanha nazista matou entre 1,8 a 2,7 milhões de poloneses étnicos, 140.000 poloneses foram deportados para Auschwitz , onde pelo menos metade deles pereceu.  O sentimento antipolonês inclui estereotipar os poloneses como pouco inteligentes e agressivos, como bandidos, ladrões, alcoólatras e anti-semitas. 